# Dircaea tetraspilota
Dircaea tetraspilota is een keversoort uit de familie zwamspartelkevers (Melandryidae). De wetenschappelijke naam van de soort werd in 1898 gepubliceerd door Arthur Mills Lea.